# قدسیا الجدیده
قدسیا الجدیده (به عربی: قدسیا الجدیدة) یک روستا در سوریه است که در استان ریف دمشق واقع شده‌است. قدسیا الجدیده ۹٬۵۰۰ نفر جمعیت دارد.